# Antonio Brack Egg
Antonio José Brack Egg (Oxapampa, 3 de junio de 1940 - Lima, 30 de diciembre de 2014) fue un educador, científico, escritor, comunicador e investigador peruano especializado en asuntos relacionados con diversidad biológica y desarrollo del biocomercio. Fue el primer Ministro del Ambiente del Perú.
Publicó veinticinco libros y más de doscientos artículos sobre recursos naturales y asuntos relacionados con el ambiente. En 2004 recibió el Premio Esteban Campodónico por servicios a la sociedad peruana.  En su homenaje, el 31 de diciembre se denomina al premio otorgado por el Ministerio del Ambiente con su nombre Premio Nacional Ambiental Antonio Brack Egg.
Es conocido por su propuesta de 11 ecorregiones identificadas en el Perú mediante sus observaciones basados en factores ecológicos y geográficas: mar tropical, el mar frío, el desierto del Pacífico, el bosque seco ecuatorial, el bosque tropical del pacífico, la serranía esteparia, la puna, el páramo, la selva alta, la selva baja y la sabana de palmeras.
Phrynopus bracki (ranita de la Cordillera Yanachaga), una pequeña rana que habita en el Parque Nacional Yanachaga-Chemillén que Brack ayuda a establecer, es nombrada en su honor.

## Biografía
Antonio Brack nació en Villa Rica, provincia de Oxapampa, Perú, en 1940. En aquellos tiempos el pueblo, fundado en 1928, no tenía acceso por carretera sino solo por un camino de herradura de 20 km. No había posta médica, ni policía y sólo una parroquia de franciscanos alemanes, una escuela unidocente y un juez de Paz, elegido entre los mismos pobladores.
Su padre, Juan Brack, era de origen alemán y muy pobre, que había hecho sólo el quinto de primaria, y llegó al Perú acompañando a un grupo de misioneros franciscanos alemanes en 1929. Ayudó a construir la iglesia y la casa parroquial, y luego obtuvo una concesión de 120 hectáreas de terreno en Yezú, cerca de Villa Rica. Comenzó a cortar el bosque y a cultivar tabaco y café, y también estableció una pequeña ganadería. En 1936, con su casita de madera aserrada a mano y con su chacra ya establecida, va a Pozuzo en busca de una esposa.
La madre, Cristina Egg, de origen austríaco, era natural de Pozuzo y terminó la primaria en Oxapampa con las madres franciscanas. Se casaron en 1937 en Oxapampa y Cristina obtuvo como única dote de sus padres una lata de cinco galones de manteca de chancho, que vendió en Oxapampa por un sol y con ello se compró unos utensilios para la casa.
El hogar tuvo 8 hijos (7 hombres y una mujer). A pesar de la pobreza, los padres adoptaron a una niña huérfana, que creció en el seno de la familia. La economía dependía de la venta de café y tabaco, gallinas, cerdos y ganado. A pesar de la pobreza, la familia comía muy bien porque se cultivaba una hermosa huerta de verduras; se tenía leche, queso y mantequilla en abundancia; y carne de gallinas, patos, cerdos y ganado. Los cerdos que se criaban eran la fuente de manteca, porque no se conocía el aceite, y de carne. Se beneficiaban unos 4 cerdos al año para abastecerse de manteca, carne, tocino y salchichas, que el padre sabía preparar muy bien.
Como no había médicos en el pueblo, la madre recurría a una curandera llaneza de nombre Narcisa, que sabía del uso de las hierbas medicinales, y gracias a este saber ancestral la familia pudo afrontar las enfermedades y todos los hijos lograron sobrevivir en situaciones difícil con sarampión, viruela, y enfermedades intestinales. Antonio siempre recuerda a Narcisa y, años después, le dedicó uno de sus libros más importantes, el Diccionario de las Plantas Útiles del Perú.
En 1948 la familia tenía 120 cabezas de ganado, que fueron vendidas y el padre compró una chacra de 60 hectáreas de café en Cedropampa, cerca de Villa Rica, y comenzó a cultivar intensamente el café. Este producto tenía muy buenos precios y la situación económica de la familia comenzó a mejorar.
El padre enseñó a leer y escribir a los mayores, hasta que en 1948 ingresaron a la escuela unidocente de Villa Rica, donde cada fila de carpetas era un grado de primaria. En 1951 los dos mayores fueron internados en el Colegio Salesiano de Huancayo, donde continuaron sus estudios. Allí enseñaba un salesiano polaco, Alejandro Michalski, dedicado a las ciencias naturales, y que le prestó a Antonio el primer tomo de la obra de Antonio Raimondi. A leer los viajes de Raimondi, Antonio despertó el entusiasmo por las ciencias naturales y decidió ser naturalista.
Entre 1960 y 1964 estudió pedagogía en la Escuela Normal Superior Salesiana de Chosica (actual Instituto Salesiano de Chosica), donde se graduó de Profesor en Educación Secundaria en Biología y Química en 1963. A los 21 años publicó su primer artículo en la revista Biota sobre el oso de anteojos, y continuó con varios más. A los 25 años publicó su primer libro sobre Ciencias Naturales, un texto para la educación secundaria. Como era muy estudioso fue contratado como profesor en la Normal Superior, y preparó un libro más.
Hizo estudios de doctorado en ciencias naturales en la Universidad de Wurzburgo en Alemania, obteniendo el grado de doctor el 28 de febrero de 1973. A su regreso a Perú, trabajó en la dirección general forestal del Ministerio de Agricultura y tuvo destacada participación en el programa de repoblamiento de la vicuña, llegando a ser director ejecutivo del proyecto especial utilización de la Vicuña entre 1979 y 1981. Sin embargo, tuvo sus diferencias sobre el manejo de vicuñas con el reconocido conservador Felipe Benavides Barreda. 
Se casó con la destacada socióloga procedente de Tarma, Cecilia Mendiola. Conducía el programa de televisión La buena tierra, donde divulgaba los alcances de la biodiversidad y el desarrollo sostenible programa que aún se retransmite.
El 15 de mayo de 2008, el presidente peruano Alan García anunció que nombraría a Brack como primer titular del recientemente creado Ministerio del Ambiente. Tal resolución le llevó a juramentar al día siguiente como ministro del Ambiente en el marco de la V Cumbre América Latina, el Caribe y la Unión Europea.
Como ministro de Estado se enfrentó fuertemente a la Minería Ilegal e Informal en Madre de Dios (una de las regiones más diversas del mundo) donde logró por primera vez en más de 40 años de actividad ilegal, poner orden, iniciando el proceso de formalización con asociaciones de mineros artesanales y relevando el tema en la política nacional.
Antonio Brack Egg manifestó y evidenció en diversos foros la importancia estratégica del Perú y su aporte al mundo, y sobre eso basó su diálogo de negociación de países ricos en dinero y países ricos en diversidad biológica como el Perú. Asimismo fue un gran fotógrafo y autodidacta, apasionado del Perú. En la Conferencia ONU sobre Cambio Climático en Poznan/ Polonia, anunció la meta voluntaria de cero deforestación para el Perú. Esta meta fue recogida por administraciones posteriores.
Enseñó la carrera de ingeniería ambiental en la Universidad César Vallejo, Universidad ESAN y Universidad Ricardo Palma, tanto en sus programas de pregrado como de posgrado.
Falleció en diciembre del 2014.

## Obras
- Desarrollo sostenido de la selva: un manual técnico para promotores y extensionistas Perú 1990
- La sierra del Perú: pobreza y posibilidades 1994
- Amazonia: desarrollo y sustentabilidad 1994-1995
- El ambiente en que vivimos 1975
- Gran geografía del Perú: naturaleza y hombre 1996
- Kuntursuyo: el territorio del cóndor 1996
- Uturunkusuyo: el territorio del jaguar 1996
- Pobreza y manejo adecuado de los recursos en la Amazonia peruana: respuesta 1997
- Amazonia peruana comunidades indígenas, conocimientos y tierras tituladas: atlas y base de datos 1997
- Dinámicas territoriales: afirmación de las ciudades intermedias y surgimiento de los espacios locales 1999
- Diccionario enciclopédico de las plantas útiles del Perú 1999
- Biodiversidad y ambiente en el Perú 2000
- El medio ambiente en el Perú 2000
- Ecología del Perú 2000. 3.ª ed. de Bruño. Con Cecilia Mendiola. 496 pp. ISBN 9972111091, ISBN 9789972111099 2010
- Perú maravilloso 2002
- Legado del Perú andino 2002
- Frutas Del Perú. Vol. 2 de Cuadernos de Investigación Turística. Edición ilustrada de Univ. San Martín de Porres, Escuela Profesional de Turismo y Hotelería, 242 pp. ISBN 9972541053, ISBN 9789972541056 2003
- Perú: diez mil años de domesticación - plantas y animales domésticados - láminas didácticas 2003
- Perú: diez mil años de domesticación 2003
- Biodiversidad, pobreza y bionegocios. Ed. PNUD, 180 pp. 2004
- Perú: País de bosques (incluyen fotografías hechas por el autor) 2009
- Diccionario de frutas y frutos del Perú. 216 pp. ISBN 9972541851, ISBN 9789972541858 2012
- Investigador de la pachamanca 2010

## Premios y reconocimientos
- Premio Esteban Campodónico, entregado por la Universidad de Piura en 2004.